# Temiyangsari
Temiyangsari is een bestuurslaag in het regentschap Indramayu van de provincie West-Java, Indonesië. Temiyangsari telt 6596 inwoners (volkstelling 2010).